# Ishara Udayangani
Ishara Udayangani (ur. ?) – cejlońska lekkoatletka, tyczkarka.

## Rekordy życiowe
- skok o tyczce - 2,80 (2008) rekord Sri Lanki[1], pobity 2 miesiące później przez J.M.D. Anne Piyumali[2].